# Cend-Ocziryn Cogtbaatar
Cend-Ocziryn Cogtbaatar (mong. Цэнд-Очирын Цогтбаатар; ur. 16 marca 1996) – mongolski judoka. Dwukrotny olimpijczyk. Zajął dziewiąte miejsce w Rio de Janeiro 2016 i brązowy medalista z Tokio 2020. Walczył w wadze ekstralekkiej i lekkiej. 
Złoty medalista mistrzostw świata w 2022 i piąty w 2018; uczestnik zawodów w 2015, 2019, 2021 i 2023. Brązowy medalista igrzysk azjatyckich w 2022. Triumfator mistrzostw Azji w 2019; trzeci w 2016, a także drugi w drużynie w 2024. Trzeci na mistrzostwach Azji Wschodniej w 2014 roku.

## Letnie Igrzyska Olimpijskie 2016
| Konkurencja | Eliminacje         | Eliminacje            | Eliminacje          | Klas. końcowa |
| Konkurencja | Przeciwnik I       | Przeciwnik II         | Przeciwnik III      | Miejsce       |
| ----------- | ------------------ | --------------------- | ------------------- | ------------- |
| 60 kg       | José Ramos (GUA) Z | Juho Reinvall (FIN) Z | Kim Won-jin (KOR) P | 9.            |

## Letnie Igrzyska Olimpijskie 2020
| Konkurencja | Eliminacje                | Eliminacje           | Eliminacje           | Finały             | Finały                    | Klas. końcowa |
| Konkurencja | Przeciwnik I              | Przeciwnik II        | 1/4                  | 1/2                | o 3. miejsce              | Miejsce       |
| ----------- | ------------------------- | -------------------- | -------------------- | ------------------ | ------------------------- | ------------- |
| 73 kg       | Mamadou Samba Bah (GUI) Z | Cédric Bessi (MON) Z | Akil Gjakova (KOS) Z | Shōhei Ōno (JPN) P | Arthur Margelidon (CAN) Z | 3.            |